# Cervarese Santa Croce
Cervarese Santa Croce (velenceiül Salvarexe) település Olaszországban, Veneto régióban, Padova megyében. Lakosainak száma 5603 fő (2023. január 1.). Cervarese Santa Croce Montegalda, Montegaldella, Rovolon, Saccolongo, Teolo és Veggiano községekkel határos.

## Népesség
A település lakossága az elmúlt években az alábbi módon változott:
| Lakosok száma | 5770 | 5779 | 5603 |
|               | 2017 | 2018 | 2023 |